# 왕자오궈

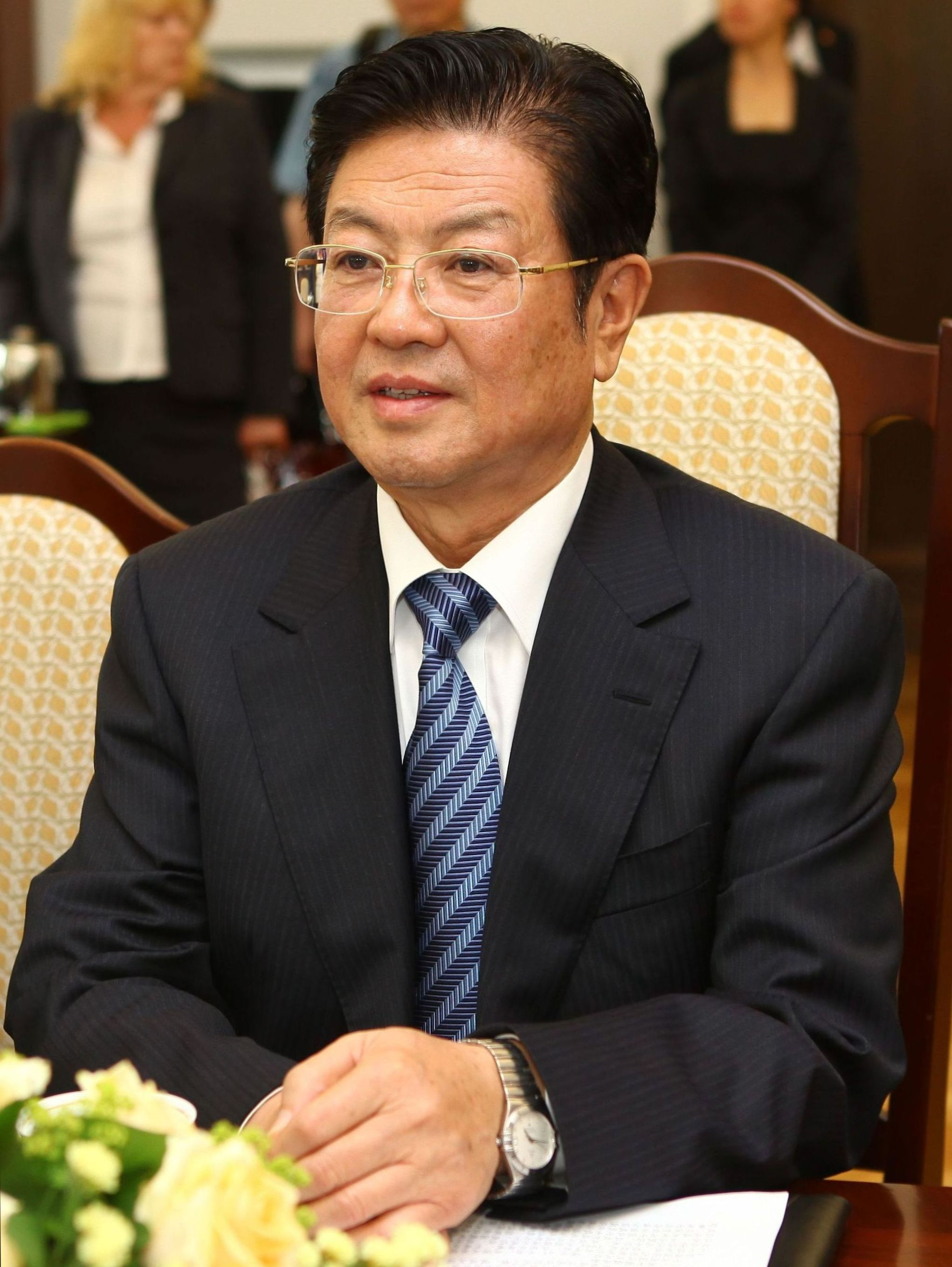

왕자오궈(중국어 간체자: 王兆国, 정체자: 王兆國, 병음: Wáng Zhàoguó, 1941년 7월 ~)는 중화인민공화국의 정치인으로, 제16기·제17기 중국 공산당 중앙정치국 위원이다. 제8기·제9기 전국정치협상회의 부주석을 거쳐, 현재 제11기 전국인민대표대회 상무위원회 부위원장, 당조부서기, 중화전국총공회 집행위원회 주임을 맡고 있다.
| 전임 한잉 | 중국 공산주의 청년단 중앙서기처 제1서기 1982년 12월 ~ 1984년 12월 | 후임 후진타오 |

| 전임 차오스 | 중국공산당 중앙판공청 주임 1984년 ~ 1986년 | 후임 원자바오 |

| 전임 후핑 | 중화인민공화국 국무원대만사무판공실 주임 1987년 ~ 1990년 | 후임 자칭린 |

| 전임 딩관건 | 중국공산당 중앙통일전선작전부 부장 1992년 ~ 2002년 | 후임 류옌둥 |

| 전임 웨이젠싱 | 중화전국총공회 주임 2002년 ~ 2013년 3월 | 후임 리젠궈 |

| 전임 텐지윈 | 전국인민대표대회 상무위원회 제1부위원장 2003년 ~ 2013년 | 후임 현직 |